# 서킷 시티
서킷 시티(Circuit City)는 전자제품 및 컴퓨터 관련 제품을 종합적으로 판매하는 미국의 대형 유통업체이다. 1949년에 창립된 이래로 현재는 미국에서 베스트 바이와 월마트에 이어 3번째로 큰 전자 제품 유통 업체로 성장했다. 2008년 11월 14일 금융위기의 여파로 파산보호 신청을 하였다. 그러나 결국 회생하지 못하고 2009년 3월 8일에 완전히 도산했다.

## 같이 보기
- 베스트 바이